# 구포생활체육공원
구포생활체육공원(龜浦生活體育公園, Gupo Sports Park)은 대한민국 구미시에 있는 체육 시설이다. 축구장 1면, 풋살장 1면, 테니스장 1면 등으로 조성되어 있다.

## 참고 문헌
- 《전국 공공체육 시설 현황 (2017년말 기준)》. 대한민국 문화체육관광부. 2019. 2020년 7월 16일에 원본 문서에서 보존된 문서. 2019년 6월 14일에 확인함.
- “구포생활체육공원 일반 현황”. 구미시설공단. 2019년 7월 1일에 원본 문서에서 보존된 문서. 2019년 6월 14일에 확인함.